# Le Tombeau hindou (film, 1921)

Le Tombeau hindou (en allemand : Das Indische Grabmal) est un film muet allemand en deux parties adapté d'un roman éponyme de Thea von Harbou. Réalisé par Joe May sur un scénario de Fritz Lang et Thea von Harbou, le film est sorti au Ufa-Palast am Zoo de Berlin en 1921, le 22 octobre pour la partie I, La Mission du Yogi (en allemand : Die Sendung des Yoghi) et le 19 novembre pour la Partie II, Le Tigre du Bengale (en allemand : Der Tiger von Eschnapur).
Lors de sa sortie, le film ne remporta aucun succès, ni critique ni commercial, et a été peu vu jusqu'à ce que deux restaurations soient réalisées, une restauration européenne et une autre, américaine, faite pour un DVD, par David Shepard.

## Synopsis

### Partie 1: La mission de Yoghi
Le Maharaja d’Eschnapur envoie son yoghi, un homme nommé Ramigani, chez l’architecte Herbert Rowland en Angleterre. Ce dernier doit construire un tombeau pour la femme du Maharaja. Rowland tombe sous le charme du yoghi et le suit immédiatement en Inde. Il laisse à son épouse Irène une lettre l’informant de la destination du voyage mais sans aucun détail supplémentaire. Elle découvre la destination grâce au serviteur de Rowland et se précipite également à Eschnapur. Là-bas, le Maharaja confie à l'anglais que la princesse Savitri est toujours en vie, emprisonnée dans ses chambres. Son épouse a eu histoire d’amour avec l’officier britannique Mac Allan et le Maharaja souhaite leur mise à mort. La danseuse Mirrjha agit comme un messager secret de l’amour entre Mac Allen et la prisonnière mais Rowland et Irene se retrouvent aussi soudainement prisonniers dans une cage dorée, à la merci de l’arbitraire du Maharaja. Celui-ci désapprouve la présence d’Irene et ordonne une interdiction de contact avec Rowland afin que sa créativité ne soit pas affectée et qu’il puisse travailler en paix. Les chasseurs du Maharaja suivent les traces de Mac Allan qui est attiré dans une embuscade lors d’une chasse au tigre. Il s’échappe de justesse après une fusillade sauvage et un combat désespéré.

### Partie 2: Le tigre d’Eschnapur
Irene apprend que Rowland a défié les ordres du Maharaja et a cherché à entrer en contact avec elle. En raison de la malédiction d’un pénitent, il est maintenant devenu lépreux et végète en quarantaine dans la cour des lépreux. À la demande d’Irene, il est guéri par Yoghi Ramigani. Après une évasion à travers le désert, Mac Allan est capturé par les chasseurs de tigres du Maharaja et jeté dans le donjon du palais où les tigres le tuent. Même la danseuse Mirrjha, en tant que confidente de la princesse, n’est pas à l’abri de la vengeance du prince et elle est assassinée par une morsure de serpent. Mourante, elle avertit Rowland et Irene de leur propre mort. Ils conviennent donc de fuir avec la princesse et la nuit venue, ils sortent du palais, traversent à la rame le lac qui l’entoure et s’enfuient dans une vallée escarpée et rocheuse. Sans le savoir, ils sont suivis de près par le prince et ses ravisseurs mais avant qu'ils ne se fassent attraper sur un pont suspendu, Irène coupe les cordes de la structure sans pouvoir le traverser. Lorsque le Maharaja arrive sur place en personne, il menace de tuer Irène si les fugitifs n’abandonnent pas et la princesse plonge désespérément dans l’abîme. Le Maharaja vengeur s’effondre alors, regrettant ses actions. Plus tard, Rowland construit la tombe prévue, comme un mémorial à un grand amour et une grande culpabilité. 
À la fin, le Maharaja est allongé sur son perron, souffrant, désespéré, enveloppé dans des robes pénitentielles, tandis que Rowland et Irene rentrent chez eux en Angleterre.

## Fiche technique
- Décorateur : Otto Hunte

## Distribution
- Conrad Veidt : Ayan, le maharaja d'Eschnapur
- Olaf Fønss : Herbert Rowland
- Mia May : Irene, la femme de Herbert
- Paul Richter : Mac Allan, l'officier anglais
- Erna Morena : Savitri, la princesse
- Lya de Putti : la danseuse Mirrjha
- Bernhard Goetzke : le yoghi Ramigani
- Georg John : le pénitent
- Hermann Picha : le savant
- Lewis Brody : le serviteur du maharaja
- Karl Platen : le serviteur des Rowland
- William Diegelmann : le capitaine
- Wolfgang von Schwind